# Рдест сарматский
Рдест сарма́тский (лат. Potamogéton sarmáticus) — многолетнее травянистое растение; вид рода Рдест (Potamogeton) семейства Рдестовые (Potamogetonaceae).

## Ботаническое описание
Водный укореняющийся клубнеобразующий вегетативно-подвижный многолетник высотой до 50 см. Стебель тонкий, ветвистый, в верхней части коленчато-изогнутый. Погруженные листья тусклые, эллиптически- или продолговато-ланцетные, с неявным остроконечием, у основания клиновидно суженные, сидячие или с очень коротким крылатым черешком; края мелкозубчатые; с 7—13 (15) продольными жилками, из которых срединная и главные боковые окаймлены полоской лакун. Плавающие листья (если имеются) эллиптические, тонкие, полукожистые, бледно-зелёные, тусклые, почти без черешков, розеткообразно сближены. Прилистники на главном стебле с 2 килями, на боковых — почти без килей. Цветоносы кверху слегка утолщены. Соцветия 2—3 см длиной. Плоды зеленовато-бурые, до 3 мм, с неясным килем.
Цветёт и плодоносит в мае-июне. Выдерживает резкие колебания уровня обводнения местообитаний. В маловодные годы сохраняется в виде плодов и клубней в грунте.

## Распространение и местообитание
Восточноевропейско-западноазиатский вид, эндем флоры бывшего СССР.
- в России: редкий вид европейской части России, известен в Липецкой, Тамбовской, Воронежской, Волгоградской, Ростовской областях и в Татарстане.
- в мире: юг Украины, Казахстан[2].

Лимитирующие факторы — природные колебания уровня грунтовых вод, приводящие к пересыханию и быстрому зарастанию водно-болотным высокотравьем междуречных и террасных западин. Ограниченное распространение в области местообитаний, пригодных для произрастания вида, и сокращение их числа в результате мелиоративных работ и распашки засоленных участков на водоразделах.

## Охранный статус

### В России
В России вид входит в Красные книги Воронежской и Липецкой областей, а также республик Калмыкия и Татарстан.
Растёт на территории Хопёрского заповедника.

### На Украине
Решением Луганского областного совета № 32/21 от 03.12.2009 г. вид входит в «Список регионально редких растений Луганской области».